# Jan van der Vliet
Jan van der Vliet (Heemstede, 5 maart 1949) is een Nederlands roeier. Hij nam eenmaal deel aan de Olympische Spelen, maar won bij die gelegenheid geen medailles.
In 1972 maakte hij op 23-jarige leeftijd zijn olympisch debuut op de Spelen van München. Hij nam hierbij als roeier deel aan het onderdeel acht met stuurman. De Nederlandse boot werden tweede in de eliminaties, vierde in de halve finale en moest zodoende genoegen nemen met een plek in de kleine finale (B-finale). In deze finale werden ze derde in 6.23,55 hetgeen goed was voor een negende plaats overall.
In zijn actieve tijd was hij aangesloten bij de Groningse studentenroeivereniging Aegir. Hij was medisch student en werd later orthopedisch chirurg.
In 2008 behaalde Van der Vliet als coach van de Roosendaalse Roeivereniging vijf titels op het Nederlands Kampioenschap voor de junioren. Deze titels werden behaald in de categorie J16 skiff, J16 dubbel twee, J18 twee zonder, J18 vier zonder en J18 vier met. In 2009 werden de titels J18 twee zonder en J18 vier zonder behouden.
In 2008 scoorden de junioren vier zonder van Jan van der Vliet brons op het jeugd EK in Cork, Ierland.
In 2009 behaalden twee van zijn junioren - Matthijs Withagen en Paul Pontenagel - tweemaal goud op de Coupe de la Jeunesse in Vichy, Frankrijk. Dit deden zij in het nummer twee zonder stuurman.

## Palmares

### roeien (acht met stuurman)
- 1972: 3e B-finale OS - 6.23,55

Henk Rouwé · 
Jannes Munneke · 
Frank Mulder · 
Hans Huisinga · 
Jan van der Vliet · 
Herman Eggink · 
Bram Tuinzing · 
Pieter Hendrik Offens · 
Rutger Stuffken (stuurman)